# Glaciar Kenney
El glaciar Kenney es un glaciar de dos kilómetros de largo que fluye hacia el noroeste desde el pico Pirámide y el nunatak Kefren hacia el glaciar Depósito, cerca de la cabecera de la bahía Esperanza, península Trinidad, Antártida. Se encuentra al oeste del monte Flora.

## Historia y toponimia
Fue cartografiado en 1945 y 1948 por el British Antarctic Survey (BAS), y visitado por el BAS en 1955, y nombrado por Richard Ralph Kenney (1929-?), cartógrafo asistente en la bahía Esperanza en 1954 y 1955, quien realizó un mapa detallado del área entre dicha bahía y la bahía Duse.

## Geología
El glaciar le da el nombre a la formación Glaciar Kenney, que data del Jurásico Medio. De origen volcánico, se han encontrado afloramientos en el cercano monte Flora.

## Zona protegida
Partes del glaciar forman parte de la Zona Antártica Especialmente Protegida (ZAEP número 148 Monte Flora). Es un sitio científicamente importante para estudios geológicos, paleobotánicos y paleoclimatológicos.

## Reclamaciones territoriales
Argentina incluye al glaciar en el departamento Antártida Argentina dentro de la provincia de Tierra del Fuego, Antártida e Islas del Atlántico Sur; para Chile forma parte de la comuna Antártica de la provincia Antártica Chilena dentro de la Región de Magallanes y de la Antártica Chilena; y para el Reino Unido integra el Territorio Antártico Británico. Las tres reclamaciones están sujetas a los términos del Tratado Antártico.
Nomenclatura de los países reclamantes:
- Argentina: glaciar Kenney[7]
- Chile: ¿?
- Reino Unido: Kenney Glacier[3]